# CIVR-FM
 (août 2019).
CIVR-FM, ou Radio Taïga, est une station de radio communautaire franco-ténoise à Yellowknife, dans les territoires du Nord-Ouest au Canada, diffusant à la fréquence 103,5 MHz d'une puissance de 164 watts.

## L'histoire
Le 28 avril 2000, l’Association franco-culturelle de Yellowknife a reçu l’autorisation du CRTC d’exploiter une nouvelle station de radio communautaire de langue française à Yellowknife.
La station diffuserait sur une fréquence de 93,3 MHz, avec une puissance apparente rayonnée de 164 watts, 126 heures de programmation par semaine, dont 15 heures produites localement, le reste de la programmation provenant du réseau radiophonique de langue française Réseau Francophone d'Amérique. La licence serait détenue par un organisme à but non lucratif.
Le 5 avril 2001, CIVR-FM a reçu l'approbation du CRTC lui permettant de faire passer les fréquences de 93,3 à 103,5 MHz. Le 18 avril, le CRTC a accordé à la station une prolongation jusqu'au 28 octobre 2001, date à laquelle elle a commencé à émettre. CIVR-FM est entrée en ondes le 14 septembre.
2006 : le 5 juin, la licence de CIVR-FM est renouvelée pour une durée de sept ans et expire le 31 août 2013. En outre, l'analyse du Conseil a révélé que, pendant la période de licence actuelle, CIVR-FM a peut-être enfreint l'article 9 (2) du Règlement de 1986 sur la radio en ce qui concerne la soumission des rapports annuels pour les années de radiodiffusion 2005-2006 et 2009-2010. Dans une lettre datée du 10 février 2011, la requérante a indiqué qu'une fois l'acquisition de l'actif terminée, elle poursuivrait l'affaire afin de pouvoir soumettre les rapports annuels manquants à la Commission d'ici la fin du mois de mars 2012.
Le 9 juin 2011, la Société Radio Taïga a reçu l'approbation du CRTC pour acquérir CIVR-FM de L'Association Franco-Culturelle de Yellowknife. À la rétrocession de la licence actuelle attribuée à L'Association Franco-Culturelle de Yellowknife, le Conseil attribuera une nouvelle licence à la Société Radio Taïga, expirant le 31 août 2013. La Commission examinera Conformité de CIVR-FM à ses obligations réglementaires, y compris en cas de non-conformité, dans le contexte du renouvellement de la licence de la station en 2013.
En janvier 2021, Radio Taïga fusionne avec le journal L'Aquilon (en).
La station est membre de l'Alliance des radios communautaires du Canada.